# Destination Calabria
"Destination Calabria" to singel włoskiego DJ-a Alexa Gaudino. Jest coverem utworu "Calabria" zespołu Rune z 2003 roku. W piosence użyto także wokalu Crystal Waters z utworu "Destination Unknown".
Swoją premierę miał 19 marca 2007 roku (w Wielkiej Brytanii). Na jego podstawie powstała piosenka "Love u tonight" Kyle'a Evansa

## Listy przebojów
1 kwietnia 2007 piosenka dotarła do #4 miejsca UK Dance chart, a następnie wspięła się na miejsce #1. W Australian ARIA Club Chart "Destination Calabria" dotarło do #6 miejsca.

## Wideoklip
Reżyserem teledysku był Rani Creevy, a producentem Ben Pugh. W teledysku występują tancerki (Natasha Payne, Jessica Fox i inne) defilujące w zielonych kostiumach.